# Beyernaumburg

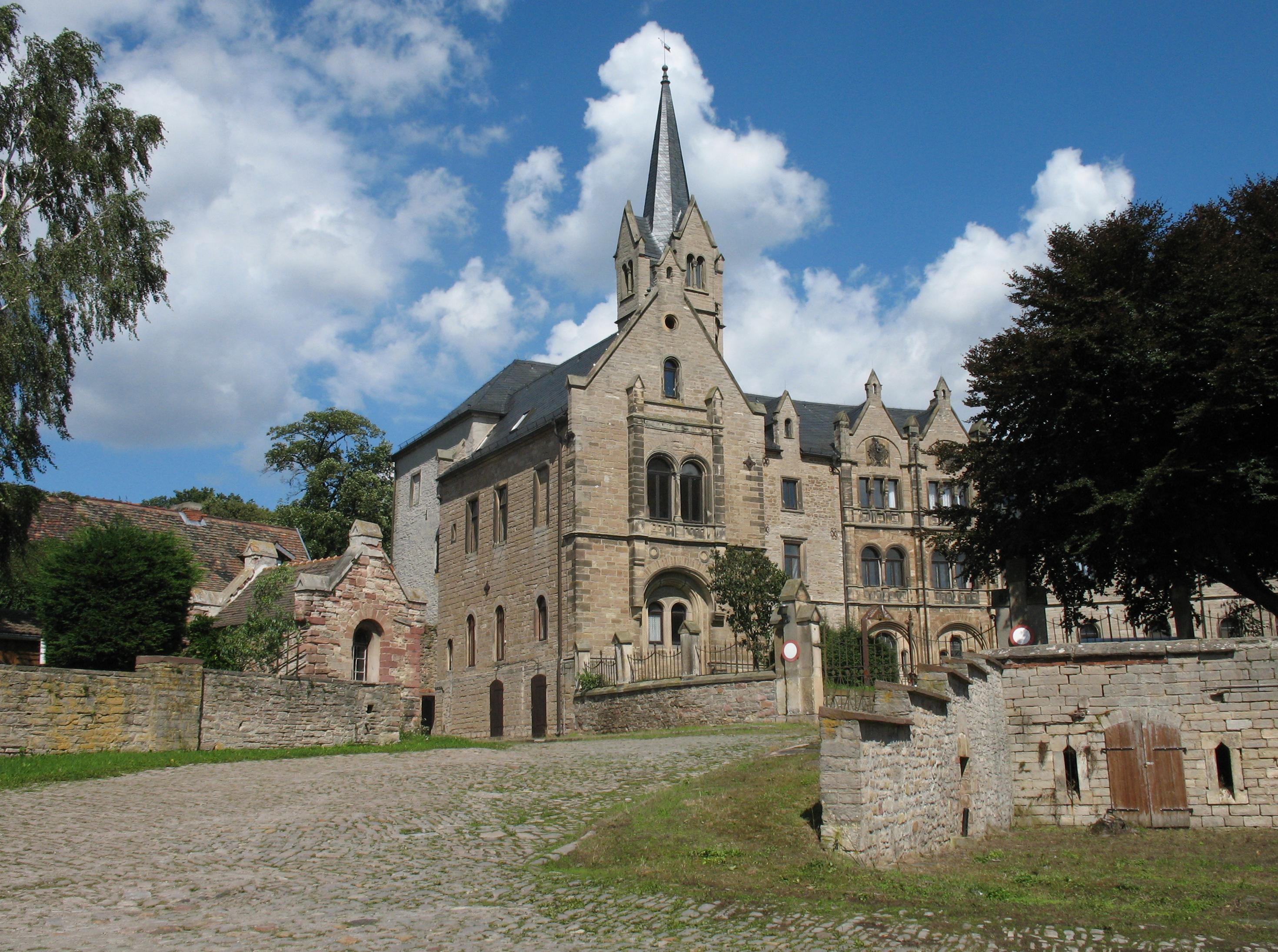
Schloss Beyernaumburg

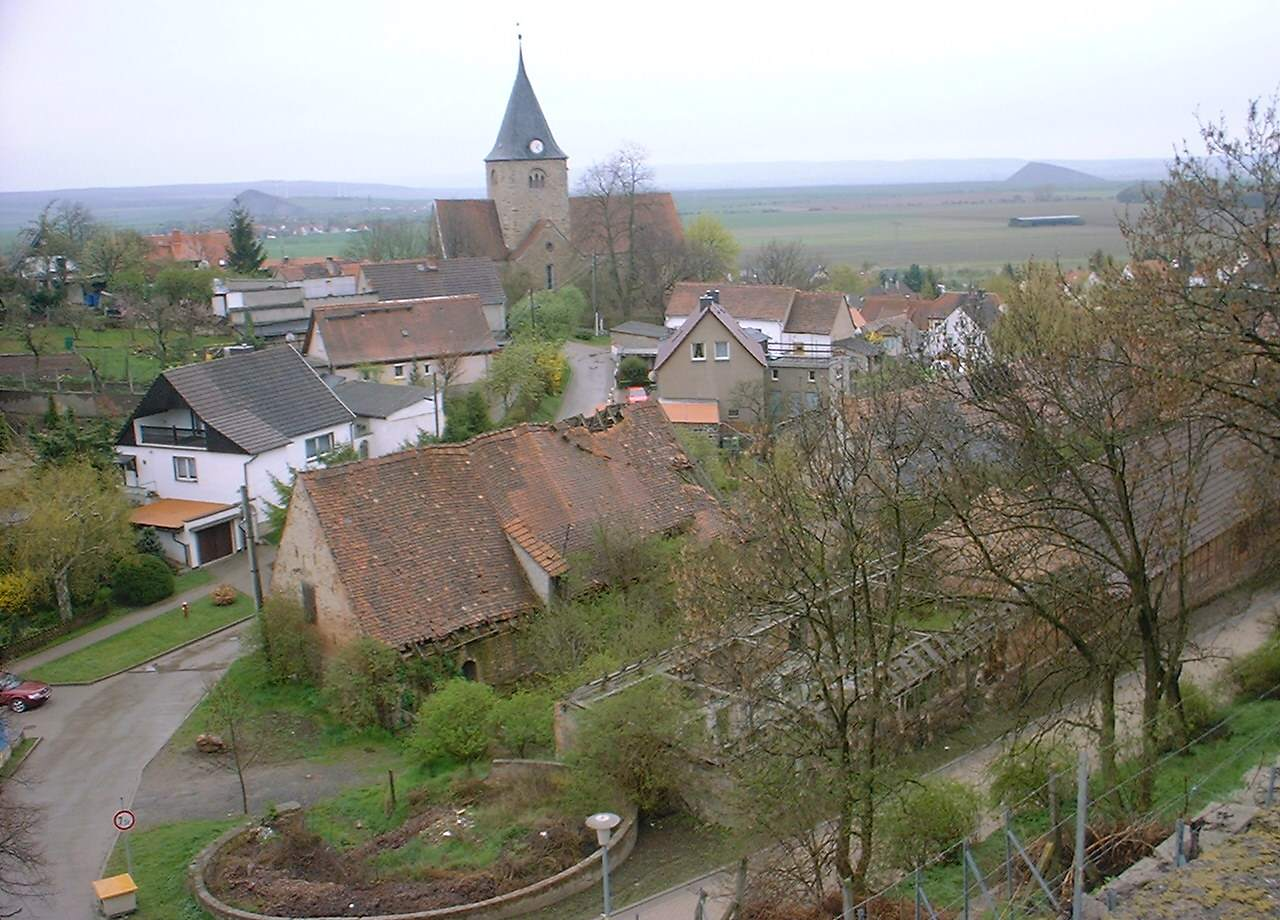
Blick von der Burg

Beyernaumburg liegt im Rohnetal im südöstlichen Harzvorland rund 7 km östlich von Sangerhausen und ist ein Ortsteil der Stadt Allstedt im Landkreis Mansfeld-Südharz, Sachsen-Anhalt, Deutschland. Im Dorf entspringt der  nach Süden abfließende Westerbach.

## Geschichte
In einem zwischen 881 und 899 entstandenen Verzeichnis der Zehnten des Klosters Hersfeld wird Beyernaumburg als zehntpflichtiger Ort Niunburc und zugehöriger Burg Niuuenburg im Friesenfeld erstmals urkundlich erwähnt. Im gleichen Verzeichnis werden auch die heute nicht mehr existierenden Dörfer Grabesdorf und Lobesdorf erwähnt.
Beyernaumburg gelangte im Jahr 1130 durch eine Schenkung Kaiser Heinrichs V. an den aus Bayern stammenden Grafen Wichmann von Gleuß-Seeburg, was später zu dem heutigen Ortsnamen führte.
Von der mittelalterlichen Burganlage ist noch heute ein 30 m hoher Turm der Vorburg zu sehen. Die Burg wurde im 19. Jahrhundert umgebaut.
Am 1. Januar 2010 wurde die bis dahin selbstständige Gemeinde Beyernaumburg zusammen mit den Gemeinden Emseloh, Holdenstedt, Katharinenrieth, Liedersdorf, Mittelhausen, Niederröblingen (Helme), Nienstedt, Pölsfeld, Sotterhausen und Wolferstedt in die Stadt Allstedt eingemeindet.

## Sehenswürdigkeiten
- Kirche St. Urban mit Kirchhof aus dem 13. Jh.
- Die Burg Beyernaumburg war zunächst Reichsburg. 1430–1653 gehörte sie den Grafen von Asseburg, 1653–1945 der Familie von Bülow, die 1945 enteignet wurde. 1946 wurde auf der Burg ein Alten- und Pflegeheim eingerichtet.
- Schloss in der Burganlage, die Besitzerfamilie war bis zur Enteignung 1945 Freiherr von Bülow.
- Den Schlosspark ließ Friedrich von Bülow (1760–1831) anlegen. 1864 wurde der Park im Auftrag der Familie von Bülow von Eduard Petzold geplant. Im Park befinden sich diverse Gräber derer von Bülow.

## Bräuche
- Burschentanz